# زمین‌لرزه ۱۹۰۲ گواتمالا

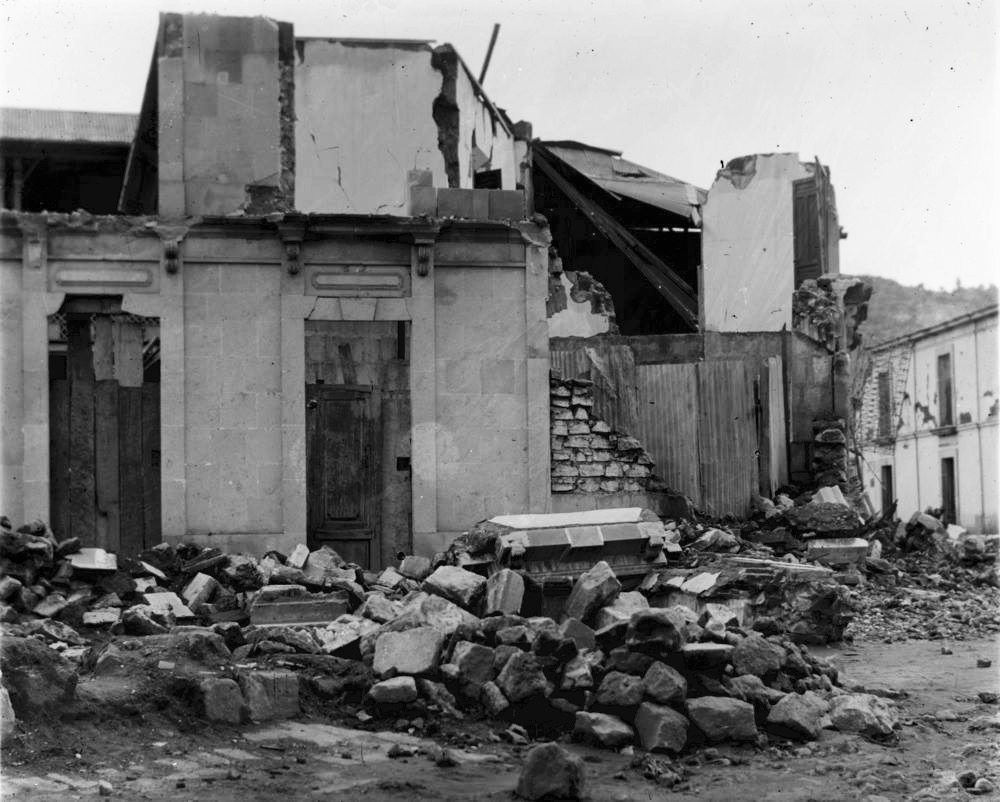
اثرات زلزله

زمین‌لرزه گواتمالا  در تاریخ ۱۹ آوریل ۱۹۰۲ میلادی، برابر با ‎۲۹ فروردین ۱۲۸۱، ساعت ۲:۲۳:۰۰ به زمان یوتی‌سی در گواتمالا رخ داد. بزرگی آن ۷٫۵ در مقیاس Mw اعلام شده‌است. زمین‌لرزه به وقت محلی در روز جمعه، ساعت ۲۰ روی داده و منطقه زمانی آن یوتی‌سی -۶ بوده‌است .
سازمان زمین‌شناسی آمریکا نیز جای این زمین‌لرزه را در مختصات ۱۴°شمالی ۹۱°غربی / ۱۴°شمالی ۹۱°غربی و بزرگی آنرا برابر با ۷٫۵ در مقیاس ریشتر اعلام کرده‌است. ژرفای گزارش شده از سوی این سازمان ۳۳ کیلومتر می‌باشد.
شمار کشتگان زلزله حدود ۲۰۰۰ نفر بوده‌است.